# Brettschichtholz

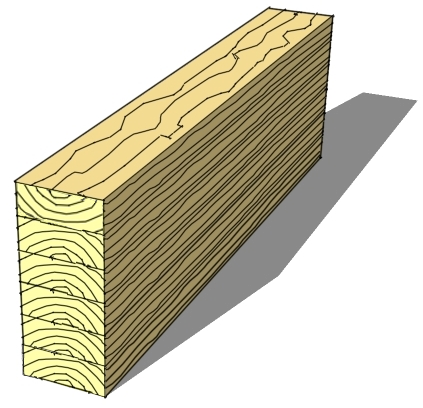
Brettschichtholz

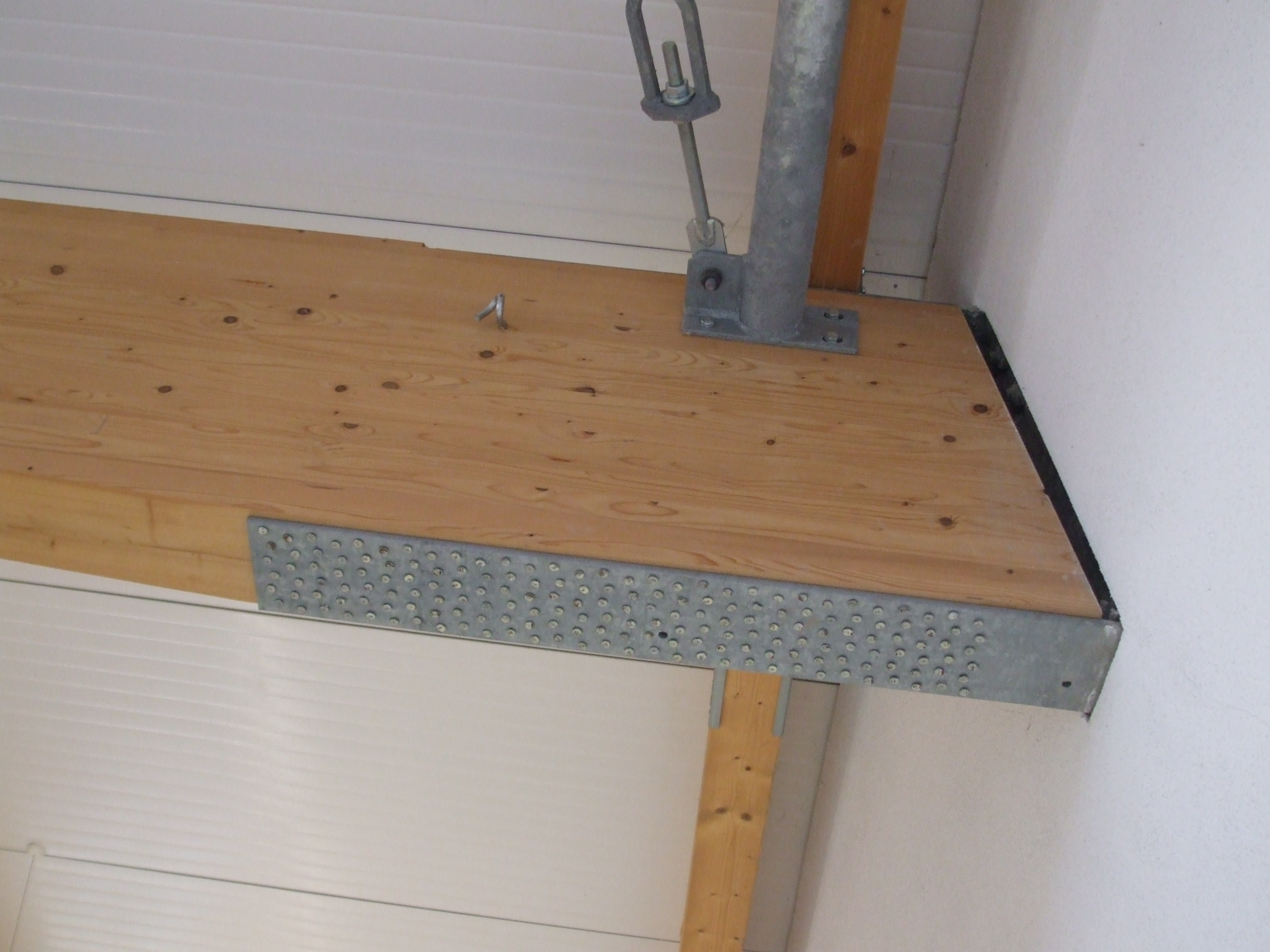
Leimbinder mit Nagelverbindung zu einem Stahlträger

Unter Brettschichtholz (kurz BS-Holz oder BSH, auch oft als Leimholz oder Leimbalken bezeichnet) versteht man aus mindestens drei Brettlagen und in gleicher Faserrichtung verleimte Hölzer. Sie werden vorwiegend im Ingenieurholzbau, also bei statischer Beanspruchung, verwendet. Binder aus Brettschichtholz werden als Brettschichtbinder oder Leimbinder bezeichnet.
Als Furnierstreifenholz werden Leimholzbalken bezeichnet, die aus feinen Furnierstreifen hergestellt wurden.

Wenn senkrecht stehende Brettlagen zur Herstellung von Wänden und Decken zu flächigen Bauelementen verleimt oder vernagelt werden, so werden diese als Brettstapel bezeichnet. Werden mehrere flach liegende Brettlagen kreuzweise zu flächigen Bauelementen verleimt, so spricht man von Brettsperrholz.

## Herstellung
Holzbretter werden technisch getrocknet, gehobelt und dann der Länge nach mittels Keilzinkung zu sogenannten Lamellen verbunden. Diese Brettlamellen werden danach zu Brettschichtholz verschiedener Dimensionen verleimt und abschließend nochmals gehobelt. Zwischendurch wird die Holzfeuchte mit einem elektronischen Holzfeuchte-Messgerät gemessen, das wiederum durch die Darrprobe überprüft wird.
Für die Herstellung wird Massivholz verwendet. In der Regel wird ein Brettschichtholz immer aus einer Holzart hergestellt. Es finden meist Fichten-, Tannen-, Kiefer-, Lärchen- oder Douglasienhölzer Verwendung. Andere Nadelhölzer sind eher unüblich. Laubhölzer werden mit Ausnahme der in Frankreich üblichen Pappel für tragende Zwecke derzeit kaum eingesetzt, da sie in den meisten europäischen Ländern bauaufsichtlich nicht zulässig sind. Untersuchungen mit Eichen- und Buchenholz zeigen aber die grundsätzliche Eignung bei Beachtung der Randbedingung für die Herstellung und den Einsatz.

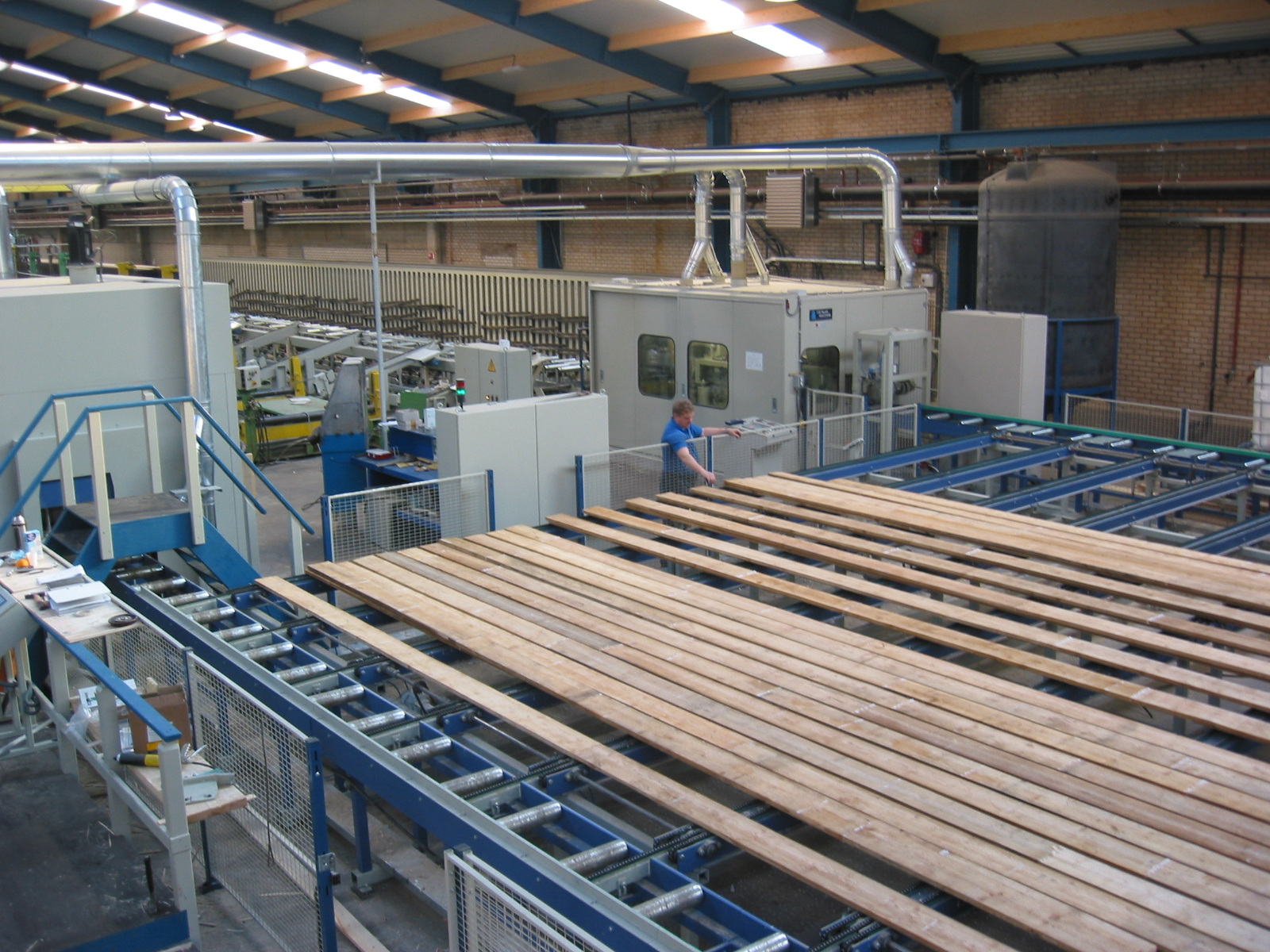
Fabrikation von Brettschichtholz

Die Klebeverbindungen von BSH müssen mit besonderer Sorgfalt hergestellt werden. Die Hersteller geklebter Produkte müssen eine Leimgenehmigung (Nachweis der Eignung tragender Holzbauteile) besitzen, die dem Schweißnachweis im Stahlbau vergleichbar ist. Voraussetzungen sind unter anderem geeignete und beheizbare Herstellungsräume sowie Fachpersonal und umfassende Erfahrungen im Bereich des Klebens. Die BSH-Produkte werden einer ständigen Eigenüberwachung und einer regelmäßigen Fremdüberwachung unterworfen.
Die Klebstofffugen sind sehr dünn und der Klebstoffanteil am fertigen Produkt beträgt weniger als 1 Prozent. Es müssen geprüfte Klebstoffe verwendet werden, die der Europäischen Norm EN 301 entsprechen. Eingesetzt werden üblicherweise Polykondensationsklebstoffe wie Melaminharz- und Phenol-Resorcinharzklebstoffe, die auch als Leime bezeichnet werden, sowie Polyurethanklebstoffe aus der Gruppe der Polyadditionsklebstoffe. Nur Polyurethanklebstoffe sind formaldehydfrei; die modifizierten Melaminharze und Phenol-Resorcinharze enthalten Formaldehyd. Wegen des geringen Fugenanteils und da besonders formaldehydarme Klebstoffe eingesetzt werden, liegen deren zu erwartende Raumluftkonzentrationen jedoch deutlich unterhalb der Grenzwerte der Formaldehydrichtlinie.
In der Praxis werden für die Keilzinkenverbindungen üblicherweise modifizierte Melaminharze verwendet, und für die Verleimung der Lamellen Polyurethan-Klebstoffe.
Die Herstellung erfolgt in verschiedenen Qualitäten sowohl in optischer wie auch in statischer Hinsicht.
Es wird im Allgemeinen gerade Standardware hergestellt. Mit Brettschichtholz lassen sich allerdings auch verschiedenste, auch mehrachsial gebogene Holzteile herstellen.
Um Verformungen zu vermeiden, wird die letzte Lage andersherum aufgeklebt, sodass die Kernseite (rechte Seite) nach außen zeigt.

## Qualitäten
Statisch wird das BSH nach der neuen DIN 1052 (Dezember 2008) in die Klassen GL24h, GL24c, GL28h, GL28c, GL32h, GL32c, GL36h und GL36c eingeteilt. GL steht dabei für „Glued Laminated Timber“ = Brettschichtholz. Die nachfolgende Zahl gibt die zulässige charakteristische Biegespannung in N/mm² an. Das c bzw. h steht für „kombiniertes“ (engl. „combined“) bzw. „homogenes“ Brettschichtholz, wobei kombiniert dabei bedeutet, dass in den hoch beanspruchten äußeren Bereichen Lamellen mit einer höheren Festigkeitsklasse verwendet werden und die Lamellen in den inneren Bereichen aus Material von geringerer Qualität bestehen.
Homogen wird das Brettschichtholz bezeichnet, wenn der gesamte Aufbau aus Lamellen der hohen Festigkeit besteht.
Entscheidend ist hierbei, ob Querzugspannungen maßgebend sind.
Wenn nichts angegeben wird, gilt c (kombiniert) als gefordert.
Hinsichtlich der Oberfläche wird unterschieden zwischen Industrie-, Sicht- und Auslesequalität. Standardmäßig ist gemäß VOB/C Sichtqualität zu liefern, wenn nichts anderes vereinbart wurde. Industriequalität wird verwendet, wenn keine Anforderungen an die optische Oberflächenbeschaffenheit bestehen, z. B. bei verdecktem Einbau.

## Bewertung

### Vorteile

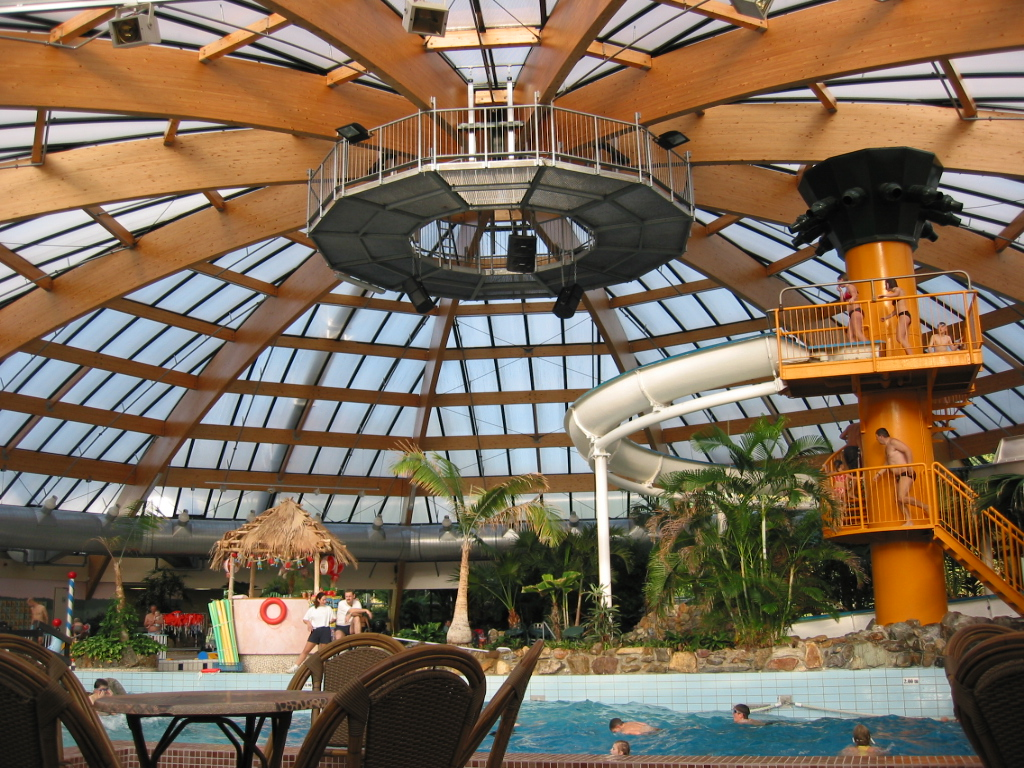
Komplexe Leimbinderkonstruktion

Da Brettschichtholz aus getrocknetem Holz hergestellt wird und mehrschichtig aufgebaut ist, findet Rissbildung in erheblich geringerem Maße als bei Vollholz statt. Somit eignen sich Leimbinder hervorragend für offene Dachkonstruktionen in Wohnhäusern oder für andere Zwecke, bei denen die unvermeidliche Rissbildung von Vollholz unerwünscht ist.
Da die Festigkeit von Holz im Gegensatz zu der des Stahls nicht von der Temperatur abhängt und das Holz im Brandfall langsam von außen her abbrennt, wobei es an der Oberfläche eine schützende Kohleschicht bildet, kann die Tragfähigkeit gegebenenfalls länger erhalten bleiben als z. B. bei Stahlträgern.
Da Brettschichtholz aus vorsortierten und von Fehlstellen befreiten Hölzern gefertigt wird, lassen sich Tragfähigkeiten erreichen, die mit Vollholz des gleichen Querschnittes nicht erreichbar sind.
Es sind größere Querschnitte möglich als beim Vollholz, Einschränkungen bei den Abmessungen von BSH bestehen lediglich in der Größe der Hobelmaschinen, der Produktionsräume oder aus architektonischen Gründen.
Die Möglichkeit, die Einzellamellen vor der Verleimung zu krümmen, erlaubt die Fertigung von ansprechenden Trägerformen. Neben den Trägern mit einfacher Krümmung sind auch doppelt gekrümmte und tordierte Formen möglich.
Im Vergleich mit Stahl- und Spannbetonkonstruktionen bietet BSH bei ähnlichem Preis (bezogen auf die Tragfähigkeit) Vorteile in Bezug auf Gewicht und chemische Widerstandsfähigkeit.

### Nachteile
Nachteilig im Vergleich zu Stahl ist der geringere Widerstand gegen wechselnde Feuchte und die Notwendigkeit größerer Dimensionen. Holz lässt sich mechanisch schneller zerstören als entsprechend haltbare Stahlkonstruktionen, sodass eine Anfälligkeit für zerspanende oder abrasive Vorgänge besteht. Holz kann, auch wenn es verleimt ist, durch Schädlinge befallen werden.